# Carmen Montenegro
Carmen Milagros Montenegro Martínez (nacida el 5 de diciembre de 2000) es una futbolista panameña que juega como mediocampista en Panamá City FC de la Liga de Fútbol Femenino de Panamá. 

## Trayectoria

### Brujas FC
Comenzó jugando en la Liga de Fútbol Femenino de Panamá.en el 2017 con el Brujas FC a los 17 años, disputó la LFF 2017.

### San Francisco FC
En el 2018 el San Francisco FC hizo un convenio con las Bujas FC y por eso Carmen disputó la Liga de Fútbol Femenino 2018 con dicho equipo y el Torneo Clausura 2019 LFF.

### SD Panamá Oeste
A mitad de 2019 fue anunciada como nueva jugadora de la SD Panamá Oeste. Disputó el Torneo Apertura 2019 LFF.

### CA Independiente
En el 2020 fue anunciada como nueva jugadora del Club Atlético Independiente de La Chorrera. Disputó con el club el Torneo Edición 2020 LFF llegando hasta las semifinales.

### CD Universitario
El 23 de febrero de 2021 fue anunciada como nueva jugadora del CD Universitario. Disputó el Torneo Apertura 2021 LFF pero no tuvo terminar el torneo debido una lesión que la deba afuera por 5 meses, después de recuperarse de su lesión disputó el Torneo Clausura 2021 LFF llegando hasta las semifinales y disputó la Liga de Fútbol Femenino 2022 también llegando hasta las semifinales.

### Sporting SM
En el 2023 fue anunciada como nueva jugadora del Sporting SM, quedando subcampeona de la LFF 2023. Disputó la Copa Interclubes de la Uncaf Femenino 2023, quedando en el cuarto lugar.

### Panamá City FC
El 23 de enero de 2024 fue anunciada como nueva jugadora del Panamá City FC.

## Selección nacional
Debutó con la selección absoluta de Panamá el 9 de abril de 2022 en la victoria 0 a 9 contra  Aruba en el FFB Field en Belice, un partido eliminatorio para el campeonato 2022. Formó parte del plantel que disputó el Campeonato Femenino de la Concacaf de 2022 y jugó 3 partidos en la Copa Mundial Femenina de Fútbol de 2023.

### Goles internacionales
| Goles internacionales | Goles internacionales    | Goles internacionales                 | Goles internacionales | Goles internacionales | Goles internacionales | Goles internacionales                |
| Núm.                  | Fecha                    | Lugar                                 | Rival                 | Gol                   | Resultado             | Competición                          |
| --------------------- | ------------------------ | ------------------------------------- | --------------------- | --------------------- | --------------------- | ------------------------------------ |
| 1                     | 20 de septiembre de 2023 | Estadio Pensativo, Antigua, Guatemala | Guatemala             | 0-1                   | 0-3                   | Clas. para la Copa Oro Femenina 2024 |

## Clubes
| Club             | País   | Año         |
| ---------------- | ------ | ----------- |
| Brujas FC        | Panamá | 2017        |
| San Francisco FC | Panamá | 2018 - 2019 |
| SD Panamá Oeste  | Panamá | 2019        |
| CA Independiente | Panamá | 2020        |
| CD Universitario | Panamá | 2021 - 2022 |
| Sporting SM      | Panamá | 2023        |
| Panamá City FC   | Panamá | 2024 - Act. |